# Buguggiate
Buguggiate är en ort och kommun i provinsen Varese i regionen Lombardiet i Italien. Kommunen hade 3 093 invånare (2018).